# 第五代索爾斯伯利伯爵理察·內維爾
第五代索爾斯伯利伯爵理察·內維爾（Richard Neville, 5th Earl of Salisbury，1400年—1460年）是中世紀英格蘭貴族，內維爾家族的成員。他是「造王者」沃里克伯爵的父親。

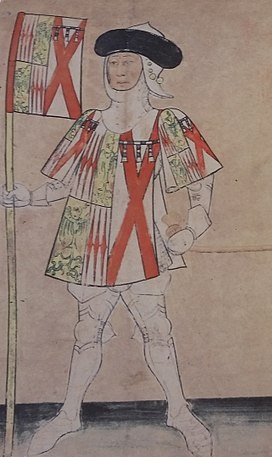
索爾斯伯利伯爵理察·內維爾

理察·內維爾的父母是威斯摩蘭伯爵拉爾夫·內維爾以及瓊安·博福特，亨利四世的異母妹。作為第四代索爾斯伯利伯爵托馬斯·蒙塔古的女婿，他因妻權成為第五代伯爵。他和約克公爵理察於1455年的第一次聖奧爾本斯戰役打敗薩默塞特公爵率領的蘭開斯特軍並俘虜國王亨利六世，揭開玫瑰戰爭的序幕。

## 資料
- Griffiths, R.A. . Speculum. 1968, 43 (4): 589–632. JSTOR 2855323. S2CID 155012397. doi:10.2307/2855323.